# Corea del Sud a la Copa del Món de futbol
Aquest és el registre dels resultats de Corea del Sud a la Copa del Món. Corea del Sud no n'ha esta mai campiona, i la seva millor actuació és la del 2002 (edició que va organitzar amb el Japó), quan van acabar quarts.

## Resum d'actuacions
Campions      Finalistes      Tercers      Quarts
Un requadre vermell indica que eren amfitrions del campionat.
| Historial a la Copa del Món | Historial a la Copa del Món                    | Historial a la Copa del Món                    | Historial a la Copa del Món                    | Historial a la Copa del Món                    | Historial a la Copa del Món                    | Historial a la Copa del Món                    | Historial a la Copa del Món                    | Historial a la Copa del Món                    |
| Edició                      | Ronda                                          | Posició                                        | PJ                                             | PG                                             | PE                                             | PP                                             | GF                                             | GC                                             |
| --------------------------- | ---------------------------------------------- | ---------------------------------------------- | ---------------------------------------------- | ---------------------------------------------- | ---------------------------------------------- | ---------------------------------------------- | ---------------------------------------------- | ---------------------------------------------- |
| 1930                        | No hi participà                                | No hi participà                                | No hi participà                                | No hi participà                                | No hi participà                                | No hi participà                                | No hi participà                                | No hi participà                                |
| 1934                        | No hi participà                                | No hi participà                                | No hi participà                                | No hi participà                                | No hi participà                                | No hi participà                                | No hi participà                                | No hi participà                                |
| 1938                        | No hi participà                                | No hi participà                                | No hi participà                                | No hi participà                                | No hi participà                                | No hi participà                                | No hi participà                                | No hi participà                                |
| 1950                        | No hi participà                                | No hi participà                                | No hi participà                                | No hi participà                                | No hi participà                                | No hi participà                                | No hi participà                                | No hi participà                                |
| 1954                        | Primera ronda                                  | 16s                                            | 2                                              | 0                                              | 0                                              | 2                                              | 0                                              | 16                                             |
| 1958                        | No se'ls permeté jugar la fase classificatòria | No se'ls permeté jugar la fase classificatòria | No se'ls permeté jugar la fase classificatòria | No se'ls permeté jugar la fase classificatòria | No se'ls permeté jugar la fase classificatòria | No se'ls permeté jugar la fase classificatòria | No se'ls permeté jugar la fase classificatòria | No se'ls permeté jugar la fase classificatòria |
| 1962                        | No s'hi classificà                             | No s'hi classificà                             | No s'hi classificà                             | No s'hi classificà                             | No s'hi classificà                             | No s'hi classificà                             | No s'hi classificà                             | No s'hi classificà                             |
| 1966                        | No hi participà                                | No hi participà                                | No hi participà                                | No hi participà                                | No hi participà                                | No hi participà                                | No hi participà                                | No hi participà                                |
| 1970                        | No s'hi classificà                             | No s'hi classificà                             | No s'hi classificà                             | No s'hi classificà                             | No s'hi classificà                             | No s'hi classificà                             | No s'hi classificà                             | No s'hi classificà                             |
| 1974                        | No s'hi classificà                             | No s'hi classificà                             | No s'hi classificà                             | No s'hi classificà                             | No s'hi classificà                             | No s'hi classificà                             | No s'hi classificà                             | No s'hi classificà                             |
| 1978                        | No s'hi classificà                             | No s'hi classificà                             | No s'hi classificà                             | No s'hi classificà                             | No s'hi classificà                             | No s'hi classificà                             | No s'hi classificà                             | No s'hi classificà                             |
| 1982                        | No s'hi classificà                             | No s'hi classificà                             | No s'hi classificà                             | No s'hi classificà                             | No s'hi classificà                             | No s'hi classificà                             | No s'hi classificà                             | No s'hi classificà                             |
| 1986                        | Primera ronda                                  | 20s                                            | 3                                              | 0                                              | 1                                              | 2                                              | 4                                              | 7                                              |
| 1990                        | Primera ronda                                  | 22s                                            | 3                                              | 0                                              | 0                                              | 3                                              | 1                                              | 6                                              |
| 1994                        | Primera ronda                                  | 20s                                            | 3                                              | 0                                              | 2                                              | 1                                              | 4                                              | 5                                              |
| 1998                        | Primera ronda                                  | 30s                                            | 3                                              | 0                                              | 1                                              | 2                                              | 2                                              | 9                                              |
| 2002                        | Quart lloc                                     | 4s                                             | 7                                              | 3                                              | 2                                              | 2                                              | 8                                              | 6                                              |
| 2006                        | Primera ronda                                  | 17s                                            | 3                                              | 1                                              | 1                                              | 1                                              | 3                                              | 4                                              |
| 2010                        | Vuitens de final                               | 15s                                            | 4                                              | 1                                              | 1                                              | 2                                              | 6                                              | 8                                              |
| 2014                        | Primera ronda                                  | 27s                                            | 3                                              | 0                                              | 1                                              | 2                                              | 3                                              | 6                                              |
| 2018                        | Primera ronda                                  | 19s                                            | 3                                              | 1                                              | 0                                              | 2                                              | 3                                              | 3                                              |
| 2022                        | Vuitens de final                               | 16s                                            | 4                                              | 1                                              | 1                                              | 2                                              | 5                                              | 8                                              |
| 2026                        | Pendent                                        | Pendent                                        | Pendent                                        | Pendent                                        | Pendent                                        | Pendent                                        | Pendent                                        | Pendent                                        |
| 2030                        | Pendent                                        | Pendent                                        | Pendent                                        | Pendent                                        | Pendent                                        | Pendent                                        | Pendent                                        | Pendent                                        |
| 2034                        | Pendent                                        | Pendent                                        | Pendent                                        | Pendent                                        | Pendent                                        | Pendent                                        | Pendent                                        | Pendent                                        |
| Total                       | Quart lloc                                     | Quart lloc                                     | 38                                             | 7                                              | 10                                             | 21                                             | 39                                             | 78                                             |

## Suïssa 1954

### Primera fase: Grup 2
| Pos | Equip               | PJ | PG | PE | PP | GF | GC | DG  | Pts | Classificació                         |
| --- | ------------------- | -- | -- | -- | -- | -- | -- | --- | --- | ------------------------------------- |
| 1   | Hongria             | 2  | 2  | 0  | 0  | 17 | 3  | +14 | 4   | Avança a la segona fase               |
| 2   | Alemanya Occidental | 2  | 1  | 0  | 1  | 7  | 9  | −2  | 2   | Van disputar un partit pel segon lloc |
| 3   | Turquia             | 2  | 1  | 0  | 1  | 8  | 4  | +4  | 2   | Van disputar un partit pel segon lloc |
| 4   | Corea del Sud       | 2  | 0  | 0  | 2  | 0  | 16 | −16 | 0   |                                       |

| Hongria                                                                             | 9–0     | Corea del Sud |
| ----------------------------------------------------------------------------------- | ------- | ------------- |
| Puskás 12', 89' · Lantos 18' · Kocsis 24', 36', 50' · Czibor 59' · Palotás 75', 83' | Informe |               |

| Turquia                                                      | 7–0     | Corea del Sud |
| ------------------------------------------------------------ | ------- | ------------- |
| Suat 10', 30' · Lefter 24' · Burhan 37', 64', 70' · Erol 76' | Informe |               |

## Mèxic 1986

### Primera fase: Grup A
| Pos | Equip         | PJ | PG | PE | PP | GF | GC | DG | Pts | Classificació                      |
| --- | ------------- | -- | -- | -- | -- | -- | -- | -- | --- | ---------------------------------- |
| 1   | Argentina     | 3  | 2  | 1  | 0  | 6  | 2  | +4 | 5   | Avança a la fase final             |
| 2   | Itàlia        | 3  | 1  | 2  | 0  | 5  | 4  | +1 | 4   | Avança a la fase final             |
| 3   | Bulgària      | 3  | 0  | 2  | 1  | 2  | 4  | −2 | 2   | Opta a una plaça per la fase final |
| 4   | Corea del Sud | 3  | 0  | 1  | 2  | 4  | 7  | −3 | 1   |                                    |

| Argentina                     | 3–1     | Corea del Sud      |
| ----------------------------- | ------- | ------------------ |
| Valdano 6', 46' · Ruggeri 18' | Informe | Park Chang-Sun 73' |

| Corea del Sud    | 1–1     | Bulgària  |
| ---------------- | ------- | --------- |
| Kim Jong-Boo 70' | Informe | Getov 11' |

| Corea del Sud                       | 2–3     | Itàlia                                        |
| ----------------------------------- | ------- | --------------------------------------------- |
| Choi Soon-Ho 62' · Huh Jung-Moo 83' | Informe | Altobelli 17', 73' · Cho Kwang-Rae 82' (p.p.) |

## Rússia 2018

### Primera fase: Grup F
| Pos | Equip         | PJ | PG | PE | PP | GF | GC | DG | Pts | Classificació        |
| --- | ------------- | -- | -- | -- | -- | -- | -- | -- | --- | -------------------- |
| 1   | Suècia        | 3  | 2  | 0  | 1  | 5  | 2  | +3 | 6   | Avança a segona fase |
| 2   | Mèxic         | 3  | 2  | 0  | 1  | 3  | 4  | −1 | 6   | Avança a segona fase |
| 3   | Corea del Sud | 3  | 1  | 0  | 2  | 3  | 3  | 0  | 3   |                      |
| 4   | Alemanya      | 3  | 1  | 0  | 2  | 2  | 4  | −2 | 3   |                      |

| Suècia             | 1–0     | Corea del Sud |
| ------------------ | ------- | ------------- |
| Granqvist 65' (p.) | Informe |               |

| Corea del Sud       | 1–2     | Mèxic                                |
| ------------------- | ------- | ------------------------------------ |
| Son Heung-min 90+3' | Informe | Carlos Vela 27' (p.) · Hernández 66' |

| Corea del Sud                             | 2–0     | Alemanya |
| ----------------------------------------- | ------- | -------- |
| Kim Young-won 90+3' · Son Heung-min 90+6' | Informe |          |